# Марко Седлачек
Марко Седлачек (хорв. Marko Sedlaček; нар. 29 липня 1996, Загреб, Хорватія) — хорватський волейболіст, догравальник збірної Хорватії та польського клубу «Ястшембський Венґель» (Ястшембе-Здруй), який виступає в Плюс Лізі.

## Життєпис
Грав у клубах «Младость» (Загреб, 2013—2014, 2016—2019), «Ренн Воллей 35» (2014—2015), «Лпр Воллей» (П'яченца, 2015—2016), «Монца» (2019—2020). У грудні 2020 року долучився до команди китайського університету Фудань у Шанхаї, але через пандемію коронавірусу не зіграв жодного матчу.
Марко Седлачек — перший хорватський гравець у «Ястшембському Венґелі». Після сезону в турецькому «Галатасараї» (Стамбул, 2021—2022) втретє зіграв в італійській Серії А1 — у клубі «Топ Воллей Чистерна». Ця спроба на чемпіонаті Італії була найкращою: у 22 матчах сезону набрав 295 очок (у середньому 13,4 очка за гру), хоча команда не змогла вийти в плей-оф. У польському клубі хорват замінив чеха Яна Гадраву.

### Досягнення
У збірній
- чемпіон Срібної євроліги 2018.

Клубні
- чемпіон Хорватії 2018, 2019,
- володар Кубка Хорватії 2014, 2017, 2019,
- призер різних змагань[4]

Особисті
- найкращий гравець Кубка Хорватії 2018—2019[5]